# 双眼竞争
双眼竞争（Binocular rivalry）是指进入左眼和右眼中的图像在我们感觉中交替呈现的一种视觉现象。在同一时刻，给两只眼睛呈现差异很大的两幅图像，就会发现我们感觉到的并不是这两幅图像的合成版，而是一会呈现一只眼睛的图像，一会又呈现另外一只眼睛的图像，这种感觉不停的交替呈现。举个例子，给左眼中呈现一幅竖条纹的图像，给右眼呈现水平条纹的图像，就会发现看到的要么都是横条纹，要么都是竖条纹。在两幅图像交替呈现的过渡期，有可能看到两幅图像合成出的一幅不稳定图像，但这种情况通常是有次序的。比如说，在一定时间之内，横条纹总是从左面或者右面遮挡竖条纹，或者竖条纹总是从上面或下面遮挡横条纹。双眼竞争一般在左右眼的图像差别足够大的时候发生，简单的情况如不同空间方位的线条组成的图像，复杂的情况如不同的字母或者不同的图片，如人脸与房子。
然而，当左右眼图像差异比较小的时候，会产生单一视觉或者立体视觉。最近一些年里，神经科学家使用神经影像技术和单细胞记录技术记录到了这种主观感觉中图像切换的神经活动。

## 双眼竞争的类型
当呈现给双眼的图像仅在轮廓上不同时，这种竞争被称为双眼轮廓竞争。当呈现给双眼的图像仅在颜色上不同时，这种竞争被称为双眼颜色竞争。当呈现给双眼的图像仅在亮度上不同时，可能会出现一种称为双眼光泽的竞争形式。当一只眼睛看到图像而另一只眼睛看到空白视野时，通常会持续看到该图像。这被称为轮廓优势。然而，偶尔空白视野，甚至闭眼的黑暗视野，也可能变得可见，使图像消失的时间长度与该图像与同等刺激强度的另一图像发生竞争时消失的时间长度大致相同。当一只眼睛看到图像而另一只眼睛看到空白视野时，在空白视野上引入不同的图像通常会导致该图像立即被看到。这被称为闪光抑制。

## 扩展阅读
- Wikibooks: Consciousness Studies
- Alais, D.,  Blake, R. . MIT Press. 2005. ISBN 0-262-01212-X.
- Carter O.L., Pettigrew J.D., Hasler F.;  et al. . Neuropsychopharmacology. June 2005, 30 (6): 1154–62  [2012-02-21]. PMID 15688092. doi:10.1038/sj.npp.1300621. （原始内容存档于2012-11-04）. — Effects of psilocybin on binocular rivalry.

- Blake, R. . Brain and Mind. 2001, 2: 5–38. doi:10.1023/A:1017925416289.

- Blake R., Logothetis N.K. . Nat. Rev. Neurosci. January 2002, 3 (1): 13–21. PMID 11823801. doi:10.1038/nrn701.